# Et l'homme créa un dieu
Et l’homme créa un dieu (titre original : The Godmaker) est un roman de science-fiction écrit par Frank Herbert et publié en 1972, traduit de l’américain par Michel Lederer en 1979.
Ce roman est développé à partir de quatre nouvelles publiées en anglais dans Astounding Science Fiction :
- La Voie de la sagesse (You Take the High Road) publiée en mai 1958 (pages 7-44),
- Chaînon manquant (Missing Link) publiée en février 1959 (pages 45-79),
- Opération Meule de foin (Operation Haystack) publiée en mai 1959 (pages 80-142),
- Les Prêtres du psi (The Priests of Psi) publiée en mai 1960 (pages 143-250).

La conclusion du roman diffère radicalement de la version disponible dans le recueil Les Prêtres du psi (1985, traduction de Dominique Haas).

## Intrigue du roman
À peine sorti de l’École de Paix de Marak, Lewis Orne est envoyé en mission sur une des planètes perdues, qu’on vient de redécouvrir. L’Empire galactique, démantelé par la guerre des Marches, est en voie de réunification, et il faut empêcher le développement de civilisations guerrières dans les humanités séparées. Les hommes sont marqués par les horreurs de la guerre et la répression ne les aide pas à rééquilibrer leurs vies.
Mais Orne devine leurs problèmes et les résout comme par enchantement. Serait-il un foyer psi, un faiseur de miracles, un dieu en puissance ? Ceux qui le manipulent — le gouvernement, les prêtres du Surdieu, le contre-pouvoir secret des Nathians — jouent peut-être un jeu dangereux : créature devenue créateur, il peut causer douleur et souffrance. Sauf en trouvant le moyen d’apprivoiser la haine et la panique. Deviendra-t-il maître de lui ? de l’univers ? des deux à la fois ?

## Les quatre nouvelles ayant servi de support au roman
Les quatre nouvelles mettent en exergue les personnages de Lewis Orne et d'Umbo Stetson.

### La Voie de la sagesse
- Titre original : You Take the High Road.
- Parution initiale aux États-Unis : mai 1958, Astounding Science Fiction.
- Parutions en France : 
  - in roman Et l'homme créa un dieu (1972).
  - in Frank Herbert - Nouvelles, tome 1 (1952-1962)  (ISBN 978-2-84344-976-5), éd. Le Bélial, collection Kvasar, 2021, pages 221 à 235.
- Résumé : Lewis Orne a été envoyé en qualité d'explorateur sur la planète Hamal II afin de déterminer si les autochtones de cette planète sont susceptibles de présenter une menace pour la civilisation galactique. Au bout de quelques semaines, Lewis a appelé en urgence le vaisseau spatial qui patrouille dans la zone. Ce dernier se présente et son commandant, Umbo Stetson, rencontre Lewis. Il l'interroge sur les motifs de l'appel au secours. Lewis a eu « l'impression » que les autochtones, en apparence pacifiques, pourraient cacher un tempérament belliqueux. Stetson décide de parcourir la planète avec Lewis pour se faire sa propre opinion. À la fin de la nouvelle, les deux hommes tombent d'accord : effectivement les autochtones cachent leur véritable tempérament et sont une menace pour l'expansion humaine dans ce secteur de la galaxie.
- Liens externes : 
  - Fiche sur iSFdb.
  - Fiche sur le site NooSFere.

### Chaînon manquant
- Titre original : Missing Link.
- Parution initiale aux États-Unis : février 1959, Astounding Science Fiction.
- Parutions en France : 
  - in roman Et l'homme créa un dieu (1972).
  - in Frank Herbert - Nouvelles, tome 1 (1952-1962)  (ISBN 978-2-84344-976-5), éd. Le Bélial, collection Kvasar, 2021, pages 237 à 254.
- Résumé : Le vaisseau spatial Delphinus, qui croisait à proximité de la planète Gienah III, a disparu des radars. Le Centre galactique craint que les autochtones de la planète aient récupéré le vaisseau après une avarie technique, l'aient « désossé » et aient acquis des technologies qui leur feraient faire un bond technologique. Umbo Stetson, chef de ce secteur galactique, envoie le talentueux Lewis Orne en reconnaissance. Lewis Orne dispose de cinq jours au maximum pour déterminer si les autochtones ont récupéré le Delphinus et, dans l'affirmative, où ils l'ont caché.
- Liens externes : 
  - Fiche sur iSFdb.
  - Fiche sur Noosfère sur le site NooSFere.

### Opération Meule de foin
- Titre original : Operation Haystack.
- Parution initiale aux États-Unis : mai 1959, Astounding Science Fiction.
- Parutions en France : 
  - in roman Et l'homme créa un dieu (1972).
  - in Frank Herbert - Nouvelles, tome 1 (1952-1962)  (ISBN 978-2-84344-976-5), éd. Le Bélial, collection Kvasar, 2021, pages 257 à 278.
- Résumé : Le Centre galactique craint qu'un coup d'État ait lieu dans un secteur précis de la galaxie. Plusieurs planètes sont concernées, notamment la planète Chargon dont Lewis Orne est natif. Umbo Stetson, chargé de ce secteur de la galaxie, doit gérer la situation médicale de Lewis, qui a été grièvement blessé lors d'une mission récente. Lewis est en phase de guérison sur la planète Marak mais ses chances de survie sont limitées. Heureusement, son état se stabilise et se consolide. Stetson décide alors d'envoyer Lewis sur la planète Chargon, que Lewis a quittée à l'âge de 17 ans. Stetson contacte les membres de sa famille sur Chargon pour leur proposer que Lewis y finisse sa convalescence. La famille accepte sans hésiter. Lewis est donc envoyé sur Chargon et récupère ses forces. Il sait qu'il a pour mission de détecter les velléités de tentative de coup d'État. Mais autant chercher une aiguille dans une meule de foin (d'où le titre français de la nouvelle). Par où commencer ? Qui serait à la tête du complot ? Alors qu'il tente sans succès d'enquêter, il tombe peu à peu amoureux d'une jeune femme, Diana, qui fréquente sa famille. Et au cours d'une discussion avec le père de Diana, député à l'assemblée planétaire, il se rend compte que si le pouvoir politique est officiellement exercé par les hommes, les femmes des hommes politiques y ont un grand rôle dans la réalité. Et si l'on était en présence d'une société secrète féminine qui tirerait les ficelles du coup d'État en préparation ? Il organise une réunion au sommet entre l'amiral Sobat Spencer, le commandant Umbo Stetson, Polly (la mère de Diana) et lui-même. Il révèle alors ce qu'il a découvert : une confrérie secrète féminine existe, dirigée par Polly. Il propose d'éviter le coup d'État, d'éviter une « chasse aux sorcières » qui pourrait amener à une guerre civile, mais aussi de limiter le pouvoir des femmes d'influence dans les affaires publiques. Dans les dernières lignes de la nouvelle, il feint de s'évanouir, ce qui rapproche Diana de lui (un mariage entre eux est envisagé).
- Article connexe : Bene Gesserit, organisation de fiction composée de femmes et créée par Frank Herbert dans le cycle de Dune. La confrérie secrète féminine évoquée dans la présente nouvelle, parue en 1959, peut avoir servi de modèle à Frank Herbert pour son roman Dune.
- Liens externes : 
  - Fiche sur iSFdb.
  - Fiche sur le site NooSFere.

### Les Prêtres du psi
- Titre original : The Priests of Psi.

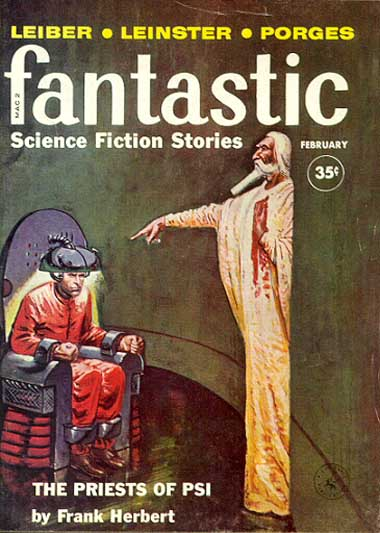
Couverture de Fantastic (février 1960) avec la nouvelle Les Prêtres du psi.

- Parution initiale aux États-Unis : février 1960, Fantastic Science Fiction Stories.
- Parutions en France :
  - in roman Et l'homme créa un dieu (1972).
  - in Les Prêtres du psi, éd. Presses Pocket, 1985 (fiche sur iSFdb).
  - in Frank Herbert - Nouvelles, tome 1 (1952-1962)  (ISBN 978-2-84344-976-5), éd. Le Bélial, collection Kvasar, 2021, pages 281 à 339.
- Résumé : Lewis Orne est envoyé par Umbo Stetson sur la planète Amel. Celle-ci regorge de prédicateurs, de mystiques, de prophètes autoproclamés. Le Centre galactique craint que la planète ne soit un foyer pour une révolte majeure dans un futur proche. Convoqué par l’abba Halmyrach, Lewis se présente sur la planète. Il est invité à subir plusieurs tests pour évaluer son « niveau d'intégrité ». Bien que ces tests soient très difficiles et douloureux, Lewis les surmonte et se montre à la hauteur. Dans une longue discussion avec l'abba Halmyrach, il apprend tout ce qui est occulté. Il accepte de faire partie d'un réseau secret qui a pour but le maintien de la paix dans la galaxie et qui influence dans ce sens les actes des gouvernants. Il sera désormais un « Fermier ». La dernière phrase de la nouvelle est : « Il me semble évident que le gouvernement le plus efficace est celui où les gouvernants ne savent pas qu'ils sont gouvernés, mais croient gouverner eux-mêmes. ».
- Article connexe : Kwisatz Haderach.
- Liens externes : 
  - Fiche sur iSFdb.
  - Fiche sur le site NooSFere.

## Le roman au regard duCycle de Dune
Bien que ce roman soit sous-titré Prélude à Dune, il n’entre pas directement dans la suite du cycle de Dune, mais est plutôt un trait d’union entre celui-ci et l’univers de la CoSentience (références au « R & R » dans L'Étoile et le Fouet).
Le fait qu’il s’y rapporte vient du fait qu’ici, Frank Herbert détaille sa manière d’aborder (de créer) une nouvelle religion telle que celles développées par le Bene Gesserit, dans l’univers de Dune.